# França
França, född 2 mars 1976 i Codó, Brasilien, är en brasiliansk före detta fotbollsspelare.